# دونيجة أنيقة
دُونِيجَة أنيقة هو نوع من النباتات المزهرة من جنس دونيجة في الفصيلة الجريسية هذه الزهرة البرية المبهرجة موطنها غرب أمريكا الشمالية من كاليفورنيا إلى كولومبيا البريطانية،حيث تعيش في المروج والأنظمة البيئية لبرك السباحة الربيعية . ينمو هذا حوليًا على جذع منتصب متفرع مع العديد من الأوراق المدببة. في الجزء العلوي من كل فرع من فروع الجذعية توجد زهرة واحدة أو أكثر،كل منها يتراوح عرضها من نصف إلى سنتيمترين. تحتوي الزهرة الأنبوبية على فصين علويين طويلين وضيقين ومدببين يكونان عمومًا أرجوانيًا غنيًا. تلتحم الشفة السفلية في سطح واحد ثلاثي الفصوص، وهو أرجواني مع بقعة بيضاء كبيرة في المنتصف. قد تكون الفصوص مدببة تمامًا. يوجد أحيانًا بعض التلون الأصفر بالقرب من فم الأنبوب.